# Christian Kollik
Christian Kollik (* 23. Dezember 1980 in Graz) ist ein ehemaliger österreichischer Basketballspieler.

## Laufbahn
Kollik spielte in Kapfenberg, ehe er im Jahr 2000 in die Vereinigten Staaten wechselte, wo er an der Rice University (Bundesstaat Texas) Leistungssport und ein Maschinenbaustudium verband. Der 2,03 Meter große Flügelspieler bestritt bis 2004 insgesamt 81 Begegnungen für die Hochschulmannschaft und erzielte dabei im Durchschnitt 1,9 Punkte je Partie.
2005 kehrte er nach Kapfenberg zurück und spielte für die Mannschaft in der Bundesliga sowie im Europapokal. In der Saison 2006/07 stand er beim Bundesliga-Konkurrenten Fürstenfeld Panthers unter Vertrag, 2007/08 verstärkte er St. Pölten, ehe er die letzten zwei Jahre seiner Profilaufbahn (2008 bis 2010) beim UBSC Graz (ebenfalls Bundesliga) bestritt.
Kollik war Teamspieler und vertrat die österreichische Nationalmannschaft unter anderem bei B-Europameisterschaftsturnieren.